# ティラムック (オレゴン州)
ティラムック（英: Tillamook, IPA: /ˈtɪləmʊk/）は、アメリカ合衆国オレゴン州ティラムック郡に属する市で、同郡の郡庁所在地である。太平洋に面するティラムック湾南東に位置する。市名は、セイリッシュ語を話し19世紀初頭までこの地域に居住していた先住民ティラムック人に由来する。2000年国勢調査における人口は4,352人だった。2006年における推定人口は4,675人であった。

## 経済

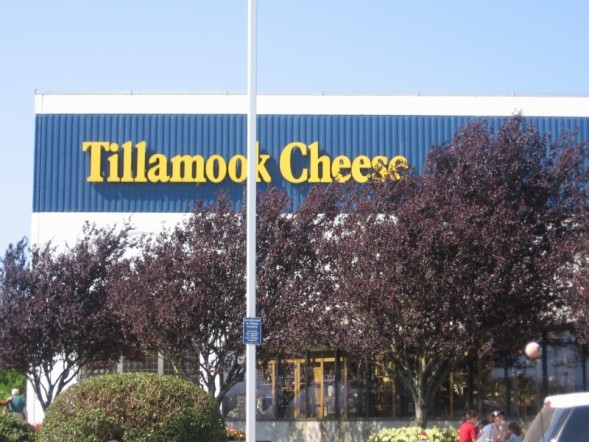
ティラムック乳製品製造所博物館

歴史的にティラムックの経済の牽引役は畜産業である。市を囲む農用地は乳牛の飼育に用いられ、ここで育てられた乳牛はティラムック郡乳製品製造所協会によるチーズ（特にティラムック・チェダー）、アイスクリーム、ヨーグルトなどの乳製品の製造に充てられる。ティラムック北部で国道101号線沿いに所在するチーズ工場には毎年数百万人の観光客が訪れる。
木材産業も盛んで、20世紀半ばにはティラムック大火と呼ばれる大規模な山火事が発生したが、再植林により復興を遂げた歴史がある。
また、オレゴン海岸への経由地や別荘地としても多くの観光客を集める。
30機以上の軍用機を収めるティラムック航空博物館が、市のすぐ南に所在する。国道101号線から眺望できるランドマークでもある博物館の建物は、海軍航空基地ティラムックの一部として、第二次世界大戦中に小型飛行船を収納する格納庫として機能した歴史がある。

## 地理
ティラムックは北緯45度27分19秒 西経123度50分33秒 / 北緯45.45528度 西経123.84250度 (45.455230, -123.842384)に位置する。
アメリカ合衆国国勢調査局によれば、市の総面積は4,0 km²(1.5 mi²)で、その全域が陸地である。

## 人口動態
以下は2000年国勢調査による人口統計データである。
| - 人口: 4,352人 - 世帯数: 1,758世帯 - 家族数: 1,105家族 - 人口密度: 1,091.1人/km²（2,818.8人/mi²） - 住居数: 1,898軒 - 住居密度: 475.9軒/km²（1,229.3軒/mi²） 人種別人口構成 - 白人: 92.56% - アフリカン・アメリカン: 0.16% - ネイティブ・アメリカン: 1.22% - アジア人: 0.71% - 太平洋諸島系: 0.16% - その他の人種: 3.42% - 混血: 1.77% - ヒスパニック・ラテン系: 11.12% 年齢別人口構成 - 18歳未満: 29.2% - 18-24歳: 9.4% - 25-44歳: 28.1% - 45-64歳: 19.6% - 65歳以上: 13.6% - 年齢の中央値: 33歳 - 性比（女性100人あたり男性の人口） - 総人口: 96.0 - 18歳以上: 92.1 | 世帯と家族（対世帯数） - 18歳未満の子供がいる: 33.3% - 結婚・同居している夫婦: 44.7% - 未婚・離婚・死別女性が世帯主: 12.5% - 非家族世帯: 37.1% - 単身世帯: 32.1% - 65歳以上の老人1人暮らし: 13.1% - 平均構成人数 - 世帯: 2.46人 - 家族: 3.08人 収入と家計 - 収入の中央値 - 世帯: 29,875米ドル - 家族: 36,351米ドル - 性別 - 男性: 28,458米ドル - 女性: 20,801米ドル - 人口1人あたり収入: 15,160米ドル - 貧困線以下 - 対人口: 15.4% - 対家族数: 11.8% - 18歳未満: 18.2% - 65歳以上: 14.8% |

## 交通
- ティラムック空港
- ティラムック郡トランスポーテーション・ディストリクト